# Angelo Tsagarakis
Angelo Constantin Tsagarakis, en Grèce Ángelos Tsagkarákis (grec moderne : Άγγελος Τσαγκαράκης), est un joueur de basket-ball professionnel français d'origine grecque, né le 3 juin 1984 à Mantes-la-Jolie, évoluant aux postes d'arrière et de meneur.
Il a plus de 10 saisons au plus haut niveau européen à son actif entre les championnats français Pro A et Pro B et la première division du championnat grec. Tsagarakis est également international français et pionnier du  Basket à trois / 3x3 depuis 2012, année du premier championnat du monde séniors de la discipline disputé à Athènes. Reconnu comme joueur majeur du circuit mondial 3×3 tout au long de sa carrière, il termine l'année 2015 joueur numéro un français au classement FIBA,,. Lors de la coupe du monde 2017 à Nantes il gagne la médaille de bronze avec l'équipe de France de 3×3 et remporte la médaille d’or du concours de tirs longue distance. Il remporte également une deuxième médaille d’or lors du concours de tirs longue distance au Championnat d’Europe 2018 à Bucarest,.
En janvier 2019, il prend sa retraite internationale et est l'un des joueurs français qui aura permis à la discipline du 3x3 de prendre son essor,,.
Triple vainqueur de l'Open de France 3x3, il est élu meilleur joueur de l'édition 2020,. Depuis avril 2022, il est l'entraîneur et le sélectionneur de toutes les équipes nationales 3x3 de la Grèce,,,.

## Biographie
Originaire de Mantes-la-Jolie (Yvelines), Angelo Tsagarakis est considéré par Maxi-Basket comme l'un des 3 plus gros talents de la génération des joueurs français nés en 1984. Il connaît un parcours très atypique: Plutôt que de rejoindre un centre de formation d’une structure professionnelle, il  préfère à 17 ans poursuivre avec son club de toujours, Poissy alors relégué pour raisons économiques en N3, avec un rôle majeur : il occupe le poste de meneur de jeu titulaire et termine meilleur marqueur et passeur de l'équipe. Il choisit ensuite de rejoindre les États-Unis durant l'été 2002 pour se lancer dans une nouvelle aventure.
Il rejoint ainsi le lycée de Casa Grande dans la ville de Petaluma (Nord de la Californie) avant d’être sollicité par plus d'une dizaine d'universités américaines de renom (Oregon State, Washington, Berkeley, Utah, Vanderbilt, Gonzaga… entre autres). Son unique année en high school a d'ailleurs marqué les esprits et l'histoire du basket nord-californien. Outre ses performances statistiques (23 points, 4,4 rebonds et 5,5 passes) et les nombreuses distinctions individuelles, notamment les trophées de meilleur joueur de la saison de la SCL (Sonoma County League) et du Redwood Empire regroupant la SCL et la NBL (North Bay League), il est devenu en un an l'un des tout meilleurs joueurs de l'État de Californie. Il reste à ce jour avec Josh Akognon un des deux meilleurs joueurs ayant porté le maillot des Gauchos dans l'histoire de Casa Grande High School. Le bilan final de 24 victoires pour seulement 5 défaites cette année-là reste également le meilleur bilan dans l'histoire de ce lycée situé au Nord de la Baie de San Francisco.
C'est finalement avec la fac de Oregon State University qu'il décide de s'engager. Chez les Beavers, il réalise une première année (freshman) prometteuse : 6,4 points à 34 % en 16 minutes. Une blessure grave à l’épaule droite l’oblige ensuite à se déclarer redshirt et ainsi à manquer en totalité la saison 2004-2005. Il effectue son retour dans l'équipe la saison suivante mais la priorité étant donnée aux trois seniors (joueurs en dernière année universitaire) sur les postes arrière, son rôle et son temps de jeu diminuent. Ce n’est malheureusement guère mieux lors de son année junior : 2,8 points à 29,3 % en 8 minutes.
C’est pourquoi il décide d’effectuer sa dernière année d’éligibilité en NCAA au sein de l'Université d'État Polytechnique de Californie à Pomona évoluant en deuxième division, non sans avoir obtenu au printemps 2007 son diplôme en business international et espagnol à Oregon State. À Pomona, il retrouve de très bonnes sensations sur les parquets et fait une nouvelle fois preuve de son adresse et de sa maîtrise du ballon : 15,1 points à 42,4 % (37,3 % à 3 points), 2,4 rebonds et 2,5 passes en 32 minutes.
À la suite de son retour en France an avril 2008, il s'engage en tant que pigiste médical avec le dauphin de la Pro B Bourg-en-Bresse pour y disputer les playoffs; playoffs au cours desquels il montre de belles dispositions : 10 points de moyenne en 19 minutes seulement sur 6 matches disputés. Il signe dans la foulée de ses play-offs convaincants en faveur du Paris-Levallois Basket pour la saison 2008-2009, club parisien avec lequel il remporte le championnat de France Pro B, aidant par la même le club à regagner l'élite nationale. Malgré le succès collectif, la saison parisienne s'avère frustrante individuellement due à un temps de jeu très réduit et le manque de confiance accordé par l'entraîneur Jean-Marc Dupraz. Il décide alors de s'engager la saison suivante avec le Saint-Vallier Basket Drôme avec lequel il retrouve du temps de jeu et des responsabilités sous les ordres de Laurent Pluvy. Avec Tsagarakis comme capitaine et arrière titulaire, Saint-Vallier réalise la meilleure saison de son histoire avec un bilan équilibré de 17 victoires pour 17 défaites (à une victoire seulement d'une qualification en play-offs).

À la suite de sa saison encourageante avec Saint-Vallier, il décide de s'engager à nouveau avec le club qui lui avait ouvert les portes du professionnalisme à son retour des États-Unis, la JL Bourg-en-Bresse. Une saison 2010-2011 durant laquelle il commence enfin à s'exprimer à son vrai niveau.

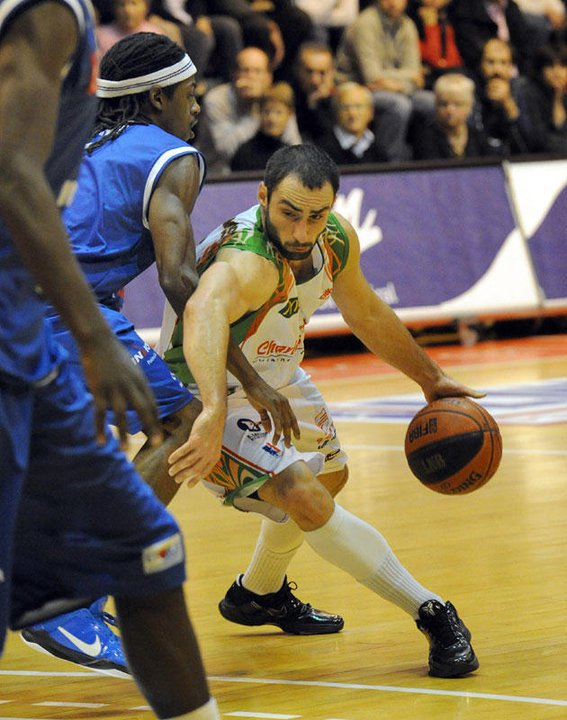
Angelo Tsagarakis - JL Bourg 2010

Sur les 11 derniers matchs du championnat, il figure dans le cinq de départ à huit reprises et présente des statistiques de plus de 15 points par match à 47 % de réussite aux tirs, dont 50 % derrière la ligne à 3 points, 2,2 rebonds, 2 passes décisives et une évaluation de 12, le tout en 26 minutes de moyenne.
Lors de sa fin de saison (et malgré la saison en demi-teinte de la JL Bourg) il se met particulièrement en valeur entre les 24e et 30e journées du championnat où il affiche des moyennes qui auraient pu le voir postuler au titre de meilleur joueur français de la division : 20 points par match à 50 % de réussite aux tirs et surtout un 54 % à 3 points sur 8 tentatives par match et 86 % aux lancers-francs, avec également 2,7 rebonds et 2,2 passes décisives avec une évaluation de 16,7 en 30 minutes en moyenne. La JL Bourg remporte cinq des six matchs de cette période avec pour seule défaite celle concédée de deux points sur le parquet de Fos Ouest Provence Basket, club qui finit quatrième du championnat. Lors de ce match, Tsagarakis manque le tir à trois points qui aurait donné la victoire à son club dans les ultimes secondes.
Après cette fin d'exercice particulièrement convaincante, la JL Bourg lui offre une prolongation de contrat d'un an avec à la clé le poste d'arrière titulaire. Il va dès lors prendre une nouvelle dimension et confirmer sa place au sein des tout meilleurs joueurs du championnat,. Alors qu'il affichait une moyenne de 15,2 points par match sur les neuf premières journées il va percuter violemment lors la dixième journée le joueur de l'AS Denain-Voltaire Juwan James sur une possession défensive en tout début de match. À la suite de l'impact Tsagarakis souffre d'une double fracture des côtes qui le garde éloigné des parquets pendant six semaines. La JL Bourg finit 9e de la saison régulière, à un match de la dernière place qualificative pour les playoffs.
À la suite de ces deux saisons passées dans l'Ain, il signe avec le Champagne Châlons Reims Basket, un candidat avéré à la montée en Pro A. Il aide d'ailleurs le CCRB à assumer son statut en se hissant jusqu'en finale du championnat. (Finale retransmise en direct sur la chaîne télévisée câblée Sport+ du groupe Canal+). Le CCRB perd la finale en deux manches sèches contre l'Olympique d'Antibes mais Tsagarakis va s'illustrer en alignant des moyennes de 13 points et 11,5 d'évaluation par match en tirant avec 48,5 % de réussite derrière la ligne à 3 points.
C'est au cours de la saison 2013-2014 avec le Stade Olympique Maritime Boulonnais qu'il réalise le plus bel exercice de sa carrière professionnelle dans l'antichambre de l'élite française. Capitaine d'une équipe boulonnaise dotée seulement du 9e budget de la division, il termine deuxième meilleur marqueur français du championnat avec 13,1 points par match et emmène le SOMB vers le titre de champion de France ProB au cours d'une saison historique. Il est désigné par un consensus de médias spécialisés tels Basket Hebdo, « Catch & Shoot » (désormais « BeBasket »), « Inside Basket Europe » et Eurobasket comme le meilleur arrière du championnat. Il est également nommé pour le trophée LNB du meilleur joueur français du championnat, et termine deuxième du scrutin derrière Michel Morandais.
Après avoir été le meilleur marqueur et joueur français de son équipe chaque saison depuis 2010-2011, il découvre enfin la  Pro A avec le SOMB en 2014-2015.
Une première saison dans l'élite nationale très mal négociée par le club qui redescend dès la saison suivante en Pro B à cause d'un recrutement estival insuffisant pour se maintenir.
Dans un contexte collectif difficile, Tsagarakis finit à 8 points par match en seulement 18 minutes passées sur le parquet en moyenne. Il termine également dans le top 10 du championnat au pourcentage de réussite aux tirs à 3 points avec 43,5% sur plus de 4 tentatives par match.
Il s'engage la saison suivante avec la JA Vichy-Clermont Métropole Basket, nouveau club issu de la fusion entre les clubs de la Jeanne d'Arc de Vichy et du Stade Clermontois. Élément majeur du dispositif mis en place par l'entraîneur Fabien Romeyer, Tsagarakis réalise une saison individuelle dans la lignée de ses standards en Pro B avec plus de 11 points par match. Le club échoue à une victoire d'une place en playoffs, finissant avec un bilan honorable pour un promu de 17 victoires pour 17 défaites.
Appelé pour défendre les couleurs de l'Équipe de France 3×3 durant l'été, Tsagarakis s'impose comme le leader de la délégation française qui se qualifie brillamment pour les Championnats d'Europe à Bucarest en remportant le premier Qualifier européen organisé sur les terres françaises à Poitiers les 1 et 2 juillet 2016.
Avec un total de 43 points en 5 matchs (Estonie, Pologne, Israël, Roumanie et Italie), il termine meilleur marqueur de toute la phase de qualification aux Championnats d'Europe devançant notamment le numéro un mondial serbe Dusan Bullut et le joueur de Liga ACB espagnol Alex Llorca.
Joueur majeur du circuit mondial 3x3, Tsagarakis termine l'année 2015 joueur numéro un français au classement FIBA,.
En septembre 2016, Tsagarakis décide de quitter la France pour prendre part au très relevé championnat de première division grec(Top 5 au ranking FIBA 2016-2017). Il signe donc son premier contrat à l'étranger en faveur du club de Trikala B.C Aries, plus petit budget du championnat.
Son club de Trikala excède les attentes et flirte avec les playoffs durant toute la deuxième partie de saison, dépassant pour la première fois de son histoire la marque des 10 victoires lors d'une saison dans l'élite professionnelle grecque.
Tsagarakis s'illustre individuellement en finissant cinquième meilleur marqueur grec du championnat avec 10 points de moyenne par match.
L'été 2017 confirme l'appartenance de Tsagarakis à l'élite mondiale du basket 3x3. Il termine dans le top 3 des scoreurs du Championnat du monde FIBA avec 46 points en 7 matchs, 1 point derrière le numéro un mondial Dusan Bullut, et s'est de nouveau imposé comme le leader de l'équipe de France qui a ramené lors de la 4e coupe du monde à Nantes (17 au 21 juin 2017) la deuxième médaille mondiale de son histoire dans la catégorie seniors au basket 3x3 français.
Lors de cette coupe du monde il s'est par ailleurs distingué individuellement en remportant le concours de tir à trois points devant le Hollandais Joey Shelvis et la Tchèque Michaela Uhrova, MVP de la coupe du monde 2016,.
Durant la semaine précédant le Championnat du Monde à Nantes, Tsagarakis avait par ailleurs été désigné MVP du tournoi international de Voiron, remporté par l'équipe de France qui a battu l'Italie en finale.
Début juillet, il a également participé avec l'équipe de France aux Championnats d'Europe FIBA à Amsterdam, finissant 5e de la compétition (défaite en quarts de finale contre le champion surprise, la Lettonie) et une fois de plus meilleur marqueur des bleus avec 19 points en 3 matchs,.
À la suite de son été 3x3 studieux, Tsagarakis continue son parcours professionnel dans le pays de ses origines en signant avec un autre club de première division grec, le Kymis BC.Il y accompagne l’entraîneur qu’il a côtoyé à Trikala, Giannis Kastritis et contribue de nouveau à une saison historique en aidant Kymi à un bilan de 14 victoires et 12 défaites (meilleur bilan du club en première division) et une 6e place ex-equo au classement, synonyme de qualification en playoffs (première fois de l’histoire du club). Kymi se retrouve opposé au légendaire Olympiakos au premier tour, et malgré une courte défaite à l’extérieur de 3 points lors du premier match , Kymi est finalement éliminé en deux manches sèches. Tsagarakis termine l’exercice 2017-2018 à 7 points par match en 20 minutes de moyenne.
Après avoir aidé successivement Trikala puis Kymi à réaliser des saisons qui resteront dans les anales de ces clubs qui ont désormais disparu du monde professionnel grec (Trikala a déposé le bilan après la saison 2017-2018 et Kymi a vendu sa place dans l'élite à un autre club avant le début de la saison 2019-2020), Tsagarakis s'engage avec un des clubs les plus emblématiques du basket grec des années 80, Ionikos Nikaias, afin de l'aider à retrouver l'élite,,. Après plusieurs mois de compétition où Ionikos domine la compétition, Tsagarakis quitte le club en avril 2019 pour cause d'impayés de salaires. Il part dans la foulée aux Philippines afin de rejoindre Pasig Chooks, l'équipe vainqueur du circuit professionnel 3x3, qui cherchait à se renforcer dans l'optique du Masters 3x3 de Doha (Qatar), étape phare du World Tour organisé chaque année par la FIBA,.
Le 1er août 2020, plus d'un an après sa dernière compétition officielle, Tsagarakis remporte avec la Team Paris son troisième Open de France 3x3 à Nantes, lors de l'édition la plus relevée de l'histoire(Il a également remporté les éditions 2015 et 2016 de l'Open de France à Clermont-Ferrand et Orléans).
Pour couronner son retour triomphant, il est élu MVP de la compétition après avoir battu en finale l'Amiral Camp composé des frères Amara et Bandja Sy, du capitaine de l'Équipe de France 3x3 Dominique Gentil et de l'international français Andrew Albicy.

### Style de jeu
Angelo Tsagarakis est décrit comme un « très fort shooteur » par la presse. « Un bras exceptionnel » selon Basket Hebdo qui le considère comme « le sniper numéro un » de tout le championnat de France ProB en 2014. Son entraîneur à Bourg-en-Bresse Fabrice Courcier décrit le jeu de son ancien joueur comme « fait d'agressivité et de prises de risques ». Il témoigne que Tsagarakis « est un joueur qui demande une certaine liberté parce qu'il est créateur de son propre jeu »… et « est un joueur qui a une véritable force mentale parce qu'il ne doute pas ». Par ailleurs Tsagarakis est décrit par Rémi Guitta, l'entraineur de Fos Ouest Provence Basket comme un joueur « souvent décisif dans ses tirs » et « régulier ».

### Vie personnelle
Fils de Antonis et Maryse Tsagarakis. Sa sœur Catherine Tsagarakis-Ostrowski est diplômée de l'école vétérinaire de Lyon.
Angelo Tsagarakis parle le français, l'anglais, l'espagnol et le grec couramment.
Il est diplômé universitaire, sortant de Oregon State University en 2007 avec un Bachelor de Science  (Master 1) en commerce international et espagnol. Il a également étudié le commerce électronique (E-Commerce) à l'Université d'État Polytechnique de Californie à Pomona en 2008.
Reconnu pour son sérieux et ses résultats scolaires exemplaires tout au long de sa carrière universitaire, Tsagarakis est récipiendaire du prix NCAA de la réussite académique pour les "étudiants-athlètes" en 2005, 2006 et 2007.

## Équipe de France 3x3
Convoqué pendant l'été 2012 par le sélectionneur national Richard Billant, Angelo Tsagarakis est un membre de la toute première Équipe de France 3x3 de l'histoire du basket français (Les Pionniers) en compagnie de Kevin Corre, Michel Jean-Baptiste Adolphe, Mérédis Houmounou et Karim Souchu.

## Distinctions et récompenses

### Niveau international
- Équipe de France 3x3:
  -  Médaille de bronze de la Coupe du Monde de 3x3 2017 à Nantes
  -  Médaille d'or du concours de tirs à trois points de cette même Coupe du Monde[4]
  -  Médaille d'or du concours de tirs à trois points du Championnat d'Europe des Nations 2018 à Bucarest[42]
  - Meilleur marqueur de la phase de qualification aux Championnats d'Europe 2016 (3 tournois qualificatifs: Amsterdam, Andorre et Poitiers) avec 43 points en 5 rencontres Estonie, Pologne, Israel, Roumanie et Italie[25]
  - 5e du Championnat d’Europe FIBA 3x3 des Nations à Amsterdam (7-9 juillet 2017)
  -  Médaille d'argent du concours de tirs à trois points de ce même Championnat[43]
  - Vainqueur et MVP du premier tournoi international 3x3 des nations à Voiron (BIG 12) (Allemagne, Italie, Ukraine, Kazakhstan, France Seniors, France U18)[31]
  - 7e du Championnat d'Europe FIBA 3x3 des Nations à Bucarest (14-16 septembre 2018)[44]
- Équipe de France U20:
  - Deuxième meilleur marqueur de l'équipe lors de la campagne de qualification aux Championnats d'Europe 2004[45],[46]

### FIBA 3x3/Streetball
- Vainqueur de l'Open de France 3x3 à Nantes (1er août 2020)[10]
- MVP de l'Open de France 3x3 2020[11]
- 5e du FIBA 3x3 World Tour Masters de Doha (Qatar) (18-19 avril 2019) avec Pasig Chooks (Philippines)[47]
- Vainqueur de l'Open de France 3x3 à Orléans (30 juillet 2016)[48]
- Joueur de 3x3 numéro un Français au ranking FIBA pour l'année 2015[1],[2],[3]
- 3e du FIBA 3x3 World Tour Masters de Prague (République Tchèque) (8-9 août 2015) avec Team Paris
- Nommé un des 3 joueurs les plus spectaculaires du Masters Européen de Prague, il finit deuxième après les votes du public, devant son coéquipier de Team Paris Abdoulaye Loum et derrière Dusan Bullut de Novi Sad[49]
- Vainqueur de l'Open de France 3x3 à Clermont-Ferrand (25 juillet 2015)[50]
- Vainqueur au Trocadéro de l'édition 2014 du Quai 54, considéré comme le meilleur tournoi international de streetball au monde[51]

### Niveau professionnel
- Champion de France ProB 2014
- Un des 3 joueurs nommés pour le trophée LNB 2014 du meilleur joueur français de la saison (Deuxième du scrutin final derrière Michel Morandais)[23],[24]
- A participé au concours à 3 points du All-Star Game LNB le 29 décembre 2013[52]
- Vice-champion de France ProB 2013 (défaite en finale du championnat contre Antibes en deux manches)
- Premier de la saison régulière ProB 2008-2009 (26v - 8d) avec accession directe à la ProA
- Demi-Finaliste des play-offs d'accession à la ProA 2009 (Victoire en quarts contre le Saint-Étienne Basket deux manches à une, défaite en demi-finale contre le CSP Limoges deux manches à zéro)[53]
- Profile du mois sur le site internet spécialisé "Dime & Nike Basketball" du réseau "Ballers Network" en octobre 2008
- Demi-Finaliste des play-offs d'accession à la ProA 2008 (Victoire en quarts contre Nantes deux manches à une, défaite en demi-finale contre Poitiers Basket 86 deux manches à une)[53]

### Niveau amateur (États-Unis)
- Sélectionné dans la deuxième équipe type 2008 de la conférence CCAA (California Collegiate Athletic Association)
- Sélectionné dans l'équipe type du tournoi final 2008 de la conférence CCAA
- Finaliste du tournoi final 2008 de la conférence CCAA
- Honoré par la NCAA pour sa réussite scolaire universitaire en 2005, 2006 et 2007 (NCAA Student-Athlete academic achievement recipient)
- Pac 10 All Academic Second Team 2006-2007 (Reconnaissance des résultats scolaires exemplaires reçus au cours de la saison sportive)
- Pac 10 All Academic Honorable Mention 2005-2006 (Reconnaissance des résultats scolaires exemplaires reçus au cours de la saison sportive)
- Élu Freshman français de l'année par le site internet spécialisé "French Hoops" en 2004[41].

- Champion 2003 de la Sonoma County League avec un bilan de 11 victoires pour 1 défaite
- Vainqueur du tournoi final 2003 de la Sonoma County League
- Bilan de 24 victoires pour seulement 5 défaites, le meilleur bilan dans l'histoire du lycée de Casa Grande
- Parmi les 6 joueurs seulement dans l'histoire du Sonoma County à avoir atteint la marque de 100 paniers inscrits derrière la ligne à trois points au cours d'une seule et même saison sportive
- Angelo figure sur la liste prisée du Redwood Empire des joueurs ayant atteint la barre fatidique des 600 points inscrits au cours d'une saison sportive singulière
- MVP de la Sonoma County League 2003
- Plébiscité par le Santa Rosa Press-Democrat comme joueur de l'année 2003 du Redwood Empire
- Nommé en 2003 par le site spécialisé "NorCalPreps.com" dans le top 5 des joueurs du Nord de la Californie, qui l'a considéré également comme étant le meilleur shooteur de la région
- Sélectionné dans la troisième équipe type de la saison lycéenne 2003 en Californie du Nord par le San Francisco Chronicle (All Metro Third Team)
- Membre de la liste nationale finale 2003 des meilleurs joueurs seniors (dernière année) du pays connus sous le nom All-Americans
- MVP des tournois de présaison « Ygnacio Valley » et « Rose City » 2003
- Parmi les 5 meilleurs joueurs du camp de présaison All Star « Super 100 » 2003

### Débuts/jeunesse (France)
- Nommé en 2004 par Maxi-Basket dans le top 3 de la génération des joueurs français nés en 1984
- Équipe de France 20 ans et moins 2003
- Équipe de France Juniors 2001
- Top 16 Cadets France 2001 et 2002 - Poissy Yvelines Basket
- Champion de France Cadets (DII) 2000 - Poissy Yvelines Basket
- Nike Camp MVP 2000
- Nike Camp All Star 1998, 1999 et 2000
- 5e National Minimes France 1999 - Poissy-Chatou[53]

## Carrière en chiffres

### Kymis BC (A1) 2017-2018
- 27 matchs joués (10 fois dans le cinq de départ): 7 points - 1,3 rebond - 1,3 passe décisive en 20 minutes de moyenne - 35 % à 3 points (42 sur 120) - 89,2 % aux lancers-francs (33 sur 37)

### Trikala BC Aries (A1) 2016-2017
- 22 matchs joués (22 fois dans le 5 de départ) : 10 points - 2,7 rebonds - 2,3 passes - évaluation de 8 en 28 minutes de moyenne - 33 % à 3 points (51 sur 156) - 91,3 % aux lancers-francs (31 sur 34)
- Deuxième du championnat pour le nombre de paniers à 3 points réussis sur la saison avec 51.

### J.A Vichy-Clermont Métropole (Pro B) 2015-2016
- 33 matchs joués (22 fois dans le 5 de départ) : 11,3 points - 1,8 rebond - 1,9 passe décisive - évaluation de 8,1 en 26 minutes de moyenne - 37,5 % à 3 points (87 sur 232) - 88,7 % aux lancers-francs (47 sur 53)
- 6 matchs de Leaders Cup joués (4 fois dans le 5 de départ) : 13,3 points - 1 rebond - 2,5 passes - évaluation de 11,5 en 25 minutes de moyenne - 41,5 % à 3 points (17 sur 41) - 92,6 % aux lancers-francs (25 sur 27)[18]

### Stade Olympique Maritime Boulonnais (Pro A) 2014-2015
- 31 matchs joués (5 fois dans le 5 de départ) : 8 points - 1,3 rebond - 1,7 passe décisive - évaluation de 6,9 en 18 minutes de moyenne - 43,5 % à 3 points (60 sur 138) - 78,9 % aux lancers-francs (30 sur 38)[18]
- Entre les 30e et 34e journées du championnat : 12,3 points - 46 % aux tirs - 50 % à 3 points sur plus de 6 tentatives par match - 88 % aux lancers-francs - 1,2 rebond - 2,2 passes décisives - évaluation de 9,6 en 22 minutes en moyenne, pour 4 victoires d'affilée du SOMB
- 10e meilleur pourcentage de réussite aux tirs à 3 points du championnat avec 43,5% (plus de 4 tentatives par match)[18]

### Stade Olympique Maritime Boulonnais (Pro B) 2013-2014
- 44 matchs joués (36 fois dans le 5 de départ) : 13,1 points - 2 rebonds - 3 passes - évaluation de 11,1 en 30 minutes de moyenne - 38,4 % à 3 points (124 sur 324) - 89,3 % aux lancers-francs (134 sur 150)
- Entre les 6e et 10e journées du championnat : 21 points - 50% aux tirs - 19,8 d’évaluation en moyenne
- 2e meilleur marqueur français du championnat[18]

### Châlons-Reims (Pro B) 2012-2013
- 34 matchs joués (16 fois dans le 5 de départ) : 12,2 points - 1,8 rebond - 2 passes - évaluation de 10,6 en 27 minutes de moyenne - 44 % à 3 points (91 sur 207) - 91,5 % aux lancers-francs (65 sur 71)
- 1er du championnat au pourcentage de réussite aux lancers-francs: 91,55%
- 9e meilleur marqueur français du championnat avec 12,2 points/match[18]

### Jeunesse Laïque Bourg-En-Bresse (Pro B) 2011-2012
- 22 matchs joués (20 fois dans le 5 de départ) : 13,6 points - 1,6 rebond - 2,4 passes décisives - évaluation de 11 en 27 minutes de moyenne - 40 % à 3 points (55 sur 139) - 85 % aux lancers-francs (53 sur 62)
- Sur les 10 premiers matchs du championnat (10 fois dans le 5 de départ) : 15,2 points - 43 % aux tirs -  35 % à 3 points - 1,8 rebond - 2,3 passes décisives - évaluation de 11 en 30 minutes de moyenne
- 4e meilleur marqueur français du championnat avec 13,6 points/match
- 6e du championnat au pourcentage de réussite aux lancers-francs: 85,5%
- 12e du championnat pour les points marqués par minute: 0,51 (2e joueur français)[18].

### Jeunesse Laïque Bourg-En-Bresse (Pro B) 2010-2011
- 34 matchs joués (11 fois dans le 5 de départ) : 11,5 points - 1,9 rebond - 1,6 passe décisive en 22,5 minutes - 45 % aux tirs - 41 % à 3 points - 88 % aux lancers-francs.
- Sur les 11 derniers matchs du championnat (8 fois dans le 5 de départ) : 15 points - 47 % aux tirs - 50 % à 3 points - 2,2 rebonds - 2 passes décisives - évaluation de 12 en 26 minutes de moyenne.
- Entre les 24e et 30e journées du championnat : 20 points - 50 % aux tirs - 54 % à 3 points sur 8 tentatives par match - 86 % aux lancers-francs - 2,7 rebonds - 2,2 passes décisives - évaluation de 16,7 en 30 minutes en moyenne
- 10e du championnat pour les points marqués par minute : 0,51 (2e joueur français)
- 2e du championnat au pourcentage de réussite aux lancers-francs : 87,8 % (derrière seulement Chris Dunn d'Aix Maurienne)
- 9e meilleur marqueur français du championnat avec 11.47 points/match[18]

### Saint Vallier Basket Drôme (Pro B) 2009-2010
- 34 matchs joués (19 fois dans le 5 de départ) : 8 points - 2,1 rebonds - 1,4 passe décisive en 21 minutes - 34 % à 3 points (58 sur 169) - 84 % aux lancers-francs (50 sur 59)[18]

### Paris Levallois (Pro B) 2008-2009
- 4 matchs de playoff : 8,5 points - 1,5 passe en 17 minutes
- Performance clé : 14 points (4 sur 8 aux tirs), 4 passes, 3 interceptions, 3 rebonds et 4 balles perdues en 25 min contre Saint-Étienne Basket dans le 2e match des quarts.
- 28 matchs de saison régulière, 3,1 points in 7 min.

### Jeunesse Laïque Bourg-En-Bresse (Pro B) 2008
- 7 matchs au total en tant que pigiste médical
- 10 points - 2 passes - 50 % aux tirs - 44 % à 3 points - 100 % aux lancers-francs (11/11) en 19 minutes (6 matchs de playoffs)[18]

### California State Polytechnic University, Pomona (NCAA II) 2007-2008
- Tournoi final de la conférence CCAA (3 matchs) : 16 points - 3 rebonds - 3 passes
- 28 matchs joués (26 fois dans le 5 de départ)
- 15,1 points - 2,5 rebonds - 2,5 passes - 42,5 % aux tirs (132 sur 311)
- Leader de l'équipe en passes : 70 sur la saison - réussite aux lancers-francs avec 87,5 % (84 sur 96) et réussite à 3 points avec 37,5 % (75 sur 201)[54].
- Codétenteur du record de paniers inscrits derrière la ligne à trois points sur une saison dans l'histoire de Cal Poly Pomona: 75

### Oregon State University (NCAA I, PAC 10) 2006-2007
- 28 matchs joués (1 fois dans le 5 de départ)
- 2,8 points en 9,8 minutes

### Oregon State University (NCAA I, PAC 10) 2005-2006
- 26 matchs joués (1 fois dans le 5 de départ)
- 2,0 points en 7,8 minutes
- Meilleure performance : 7 points chez Tennessee Tech  et à Portland[41].

### Oregon State University (NCAA I, PAC 10) 2004-2005
- N'a pas joué - Blessure à l'épaule droite avec déchirure aggravée de la coiffe des rotateurs (Medical Redshirt)[41]

### Oregon State University (NCAA I, PAC 10) 2003-2004
- 6.4 points en sortie du banc en 15,7 minutes
- 6 paniers à 3 points (record de l'école à 7) pour 18 points contre Willamette
- 18 points contre  Washington - 5 sur 10 à 3 points en 26 minutes
- 13 points dont 8 en 1 min 31 en deuxième mi-temps lors de la victoire prestigieuse contre les Arizona Wildcats (Top 14 National)
- 8 matchs en double figure au scoring
- 13 matchs avec au moins 2 paniers à 3 points primés
- 13 sur 27 aux tirs à 2 points[41]

### Casa Grande High School 2002-2003
- 23 points - 4,4 rebonds - 5,5 passes
- A marqué 100 paniers à 3 points à 42 % de réussite
- Un record historique à Casa Grande de 9 paniers à 3 points lors d'une performance à 41 points contre Windsor en finale du tournoi de la Sonoma County League[53]

### Débuts/jeunesse (France)
- 14 points par match lors du tournoi de qualification aux championnats d'Europe en Espagne avec l'équipe de France 20 ans et moins en 2003, finissant 2e meilleur marqueur de l'équipe (3 matchs: Luxembourg - Israël - Espagne)
- 18 points et 9 passes par match en N3 avec Poissy (2002) à l'âge de 17 ans (Meilleur marqueur et passeur de l'équipe, 12v - 9d)
- 13 points par match lors du Final Four Cadets 2000 deuxième division - 18 points, tous en deuxième mi-temps, contre Mulhouse en demi-finale, aidant Poissy à revenir d'un déficit de 21 points à la mi-temps
- A eu l'une des performances les plus marquantes de l'histoire du Final Four lorsqu'il marqua 4 paniers à 3 points en 1 minute 30 pour réduire le déficit de son équipe menée de 13 points à 1 point avec moins de 3 minutes à jouer
- 21,5 points et 25 points par match en Cadets France avec Poissy en 2001 et 2002
- 23 points par match en Minimes France en 1999 avec Poissy[53]

## Tableau statistiques complet
| S                         | T                                   | G   | MPM  | PPG  | 3P  | 3PA | 3P%    | FT  | FTA | FT%    | RPG  | APG  |
| ------------------------- | ----------------------------------- | --- | ---- | ---- | --- | --- | ------ | --- | --- | ------ | ---- | ---- |
| Minimes France, 1998-1999 | Poissy-Chatou                       | 18  | -    | 23   | -   | -   | --     | -   | -   | --     | -    | -    |
| Cadets France, 1999-2000  | Poissy-Chatou                       | 22  | -    | 13   | -   | -   | --     | -   | -   | --     | -    | -    |
| Cadets France, 2000-2001  | Poissy-Chatou                       | 20  | -    | 21,5 | -   | -   | --     | -   | -   | --     | -    | -    |
| Cadets France, 2001-2002  | Poissy-Yvelines                     | 20  | -    | 25   | -   | -   | --     | -   | -   | --     | -    | -    |
| Nationale 3, 2001-2002    | Poissy-Yvelines                     | 20  | 31   | 18   | 76  | 168 | 45 %   | 50  | 56  | 89 %   | 3,2  | 9    |
| High School, 2002-2003    | Casa Grande High School (CA)        | 29  | 27   | 23   | 100 | 238 | 42 %   | 95  | 104 | 90 %   | 4,4  | 5,5  |
| NCAA I, 2003-2004         | Oregon State University             | 28  | 15,6 | 6,4  | 45  | 143 | 31,5 % | 18  | 27  | 66,7 % | 1,2  | 0,8  |
| NCAA I, 2004-2005         | Oregon State University             | DNP | DNP  | DNP  | DNP | DNP | DNP    | DNP | DNP | DNP    | DNP  | DNP  |
| NCAA I, 2005-2006         | Oregon State University             | 26  | 7    | 2    | 9   | 46  | 20 %   | 11  | 17  | 64,7 % | 0,69 | 0,35 |
| NCAA I, 2006-2007         | Oregon State University             | 28  | 9,8  | 2,8  | 18  | 65  | 28 %   | 7   | 11  | 63,6 % | 0,74 | 0,56 |
| NCAA II, 2007-2008        | Cal Poly Pomona                     | 28  | 30   | 15,1 | 75  | 201 | 37,5 % | 84  | 96  | 87,5 % | 2,5  | 2,5  |
| Pro B, 2008               | JL Bourg-en-Bresse                  | 7   | 19   | 10   | 11  | 25  | 44 %   | 11  | 11  | 100 %  | 2    | 2    |
| Pro B, 2008-2009          | Paris-Levallois Basket              | 28  | 7    | 3,1  | 22  | 68  | 32,4 % | 11  | 14  | 78,6 % | 0,5  | 0,4  |
| Pro B, 2009-2010          | Saint-Vallier Basket Drôme          | 34  | 21   | 8    | 58  | 169 | 34 %   | 50  | 59  | 84 %   | 2,1  | 1,4  |
| Pro B, 2010-2011          | JL Bourg-en-Bresse                  | 34  | 22   | 11,3 | 71  | 174 | 41 %   | 79  | 90  | 88 %   | 1,9  | 1,6  |
| Pro B, 2011-2012          | JL Bourg-en-Bresse                  | 22  | 26   | 13,6 | 55  | 139 | 39,6 % | 46  | 54  | 85,5 % | 1,6  | 2,4  |
| Pro B, 2012-2013          | Champagne Châlons Reims Basket      | 34  | 27   | 12,2 | 91  | 207 | 44 %   | 65  | 71  | 91,5 % | 2    | 1,8  |
| Pro B, 2013-2014          | Stade Olympique Maritime Boulonnais | 44  | 30   | 13,1 | 124 | 324 | 38,3 % | 134 | 150 | 89,3 % | 1,9  | 2,9  |
| Pro A, 2014-2015          | Stade Olympique Maritime Boulonnais | 31  | 18   | 8    | 79  | 183 | 43,5 % | 30  | 38  | 79 %   | 1,3  | 1,7  |
| Pro B, 2015-2016          | J.A Vichy-Clermont Métropole        | 33  | 26   | 11,3 | 87  | 232 | 37,5 % | 47  | 53  | 88,7 % | 1,8  | 1,9  |
| Pro B, 2015-2016          | J.A Vichy-Clermont Métropole (LDC)  | 6   | 25   | 13,3 | 17  | 41  | 41,5 % | 25  | 27  | 92,6 % | 1    | 2,5  |
| A1, 2016-2017             | Trikala BC                          | 22  | 28   | 10   | 51  | 156 | 33 %   | 31  | 34  | 91,2 % | 2,7  | 2,3  |
| A1, 2017-2018             | Kymis BC                            | 27  | 19,7 | 7,4  | 42  | 120 | 35 %   | 33  | 37  | 89,2 % | 1,3  | 1,2  |
| A2, 2018-2019             | Ionikos Nikaias                     | 15  | 17   | 7,6  | --  | --  | 32 %   | --  | --  | 81 %   | 2    | 1,5  |